# Leonora Jakupi
Pour les articles homonymes, voir Jakupi.
Leonora Jakupi, née le 3 mars 1978 au Kosovo, est une chanteuse albanaise, une des plus populaires pour les Albanais du Kosovo, d'Albanie, de Macédoine et du Monténégro.
Leonora vit actuellement à Prishtina, capitale du Kosovo. Elle a perdu son père pendant la guerre du Kosovo (1998-1999) ; il a été tué par les forces de l'armée de Serbie. Leonora est l'enfant aîné de la famille, elle vit à Pristina avec sa sœur Lendina (diplômée en droit) ainsi que sa mère et son frère qui, lui, poursuit toujours ses études de droit en Albanie. Le répertoire de Leonora inclut une variété de musique pop et de chansons patriotiques.
Sa chanson la plus populaire est A vritet pafajsia ?, publiée en 1998 pendant que Leonora était réfugiée de guerre en Albanie. Elle a dédié la chanson à son père et aux autres Albanais qui sont morts pendant la guerre du Kosovo.

## Chansons
- Sahara
- A vritet pafajsia ?
- Ti nuk egziston
- Ende të dua
- As mos provo
- Zemra të kërkon
- O beqar
- I harruar
- Te dua dhe pik
- Ku esht fundi
- S'eshte koha per fjale
- Puthja jote
- Ti me je shum xheloz
- Ma ngat

## Citation
Sur la politique : « Je ne me mêle pas de politique, et je ne le veux pas. Un artiste a beaucoup d'esprit et ce serait une tragédie si je commençais à me mêler de politique. Je comprends qu'une société ait besoin de politique, mais la musique est une nourriture pour la société. »
- (en) Cet article est partiellement ou en totalité issu de l’article de Wikipédia en anglais intitulé « Leonora Jakupi » (voir la liste des auteurs).